# Ungerns herrlandslag i ishockey
Ungerns herrlandslag i ishockey representerar Ungern i ishockey för herrar. Laget har deltagit i Europamästerskapet, Världsmästerskapet och Olympiska spelen. IIHF rankar Ungern som det 19:e bästa ishockeylaget i världen.
Laget spelade sin första match 24 januari 1927 i Wien och förlorades med 0–6 mot Österrike under Europamästerskapet 1927. Som bästa prestation har laget slutade femma i världsmästerskapet 1937. Vid världsmästerskapet 2008 vann Ungern division I och deltog 2009 i världsmästerskapets huvudturnering för första gången sedan 1939 . Laget förlorade dock alla matcher och flyttades återigen ner till division I.
Det finns inga ungerska spelare för närvarande i NHL men tre stycken har draftats av NHL-lag: Tamás Gröschl av Edmonton Oilers, Levente Szuper av Calgary Flames och János Vas av Dallas Stars. Vas spelade senast med Brynäs IF i svenska Elitserien.
I Ungern finns 17 ishallar och allt som allt 3 320 ishockeyspelare, varav 607 på seniornivå. 

## OS-turneringar
- 1928 - OS i Sankt Moritz, Schweiz - elva
- 1932 - OS i Lake Placid, USA - deltog ej
- 1936 - OS i Garmisch-Partenkirchen, Tyskland - åtta
- 1948 - OS i Sankt Moritz, Schweiz - deltog ej
- 1952 - OS i Oslo, Norge - deltog ej
- 1956 - OS i Cortina d'Ampezzo, Italien - deltog ej
- 1960 - OS i Squaw Valley, USA - deltog ej
- 1964 - OS i Innsbruck, Österrike - sextonde
- 1968 - OS i Grenoble, Frankrike - deltog ej
- 1972 - OS i Sapporo, Japan - deltog ej
- 1976 - OS i Innsbruck, Österrike - deltog ej
- 1980 - OS i Lake Placid, USA - deltog ej
- 1984 - OS i Sarajevo, Jugoslavien - deltog ej
- 1988 - OS i Calgary, Kanada - deltog ej
- 1992 - OS i Albertville, Frankrike - deltog ej
- 1994 - OS i Lillehammer, Norge - deltog ej
- 1998 - OS i Nagano, Japan - kvalificerade sig inte
- 2002 - OS i Salt Lake City, USA - kvalificerade sig inte
- 2006 - OS i Turin, Italien - kvalificerade sig inte
- 2010 - OS i Vancouver, Kanada - kvalificerade sig inte
- 2014 - OS i Sotji, Ryssland - kvalificerade sig inte

## VM-turneringar
- 1928 - OS (A-VM) i Schweiz - elva (sist), 3 matcher, 0 segrar, 3 förluster, 2 gjorda mål, 6 insläppta mål, 0 poäng.
- 1930 - A-VM i Frankrike, Österrike & Tyskland - sexa, 2 matcher, 1 seger, 1 förlust, 3 gjorda mål, 4 insläppta mål, 2 poäng.
- 1931 - A-VM i Polen - sjua, 4 matcher, 3 segrar, 1 förlust, 14 gjorda mål, 6 insläppta mål, 6 poäng.
- 1933 - A-VM i Tjeckoslovakien - sjua, 6 matcher, 1 seger, 1 oavgjord, 4 förluster, 5 gjorda mål, 10 insläppta mål, 3 poäng.
- 1934 - A-VM i Italien - sexa, 4 matcher, 1 seger, 1 oavgjord, 2 förluster, 2 gjorda mål, 2 insläppta mål, 3 poäng.
- 1935 - A-VM i Schweiz - tolva, 5 matcher, 2 segrar, 2 oavgjorda, 1 förlust, 14 gjorda mål, 6 insläppta mål, 6 poäng.
- 1936 - OS (A-VM) i Tyskland - åtta, 6 matcher, 2 segrar, 4 förluster, 16 gjorda mål, 27 insläppta mål, 4 poäng.
- 1937 - A-VM i Storbritannien - femma, 8 matcher, 2 segrar, 2 oavgjorda, 4 förluster, 13 gjorda mål, 24 insläppta mål, 6 poäng.
- 1938 - A-VM i Tjeckoslovakien - sjua, 6 matcher, 2 segrar, 1 oavgjord, 3 förluster, 14 gjorda mål, 8 insläppta mål, 5 poäng.
- 1939 - A-VM i Schweiz - sjua, 7 matcher, 1 seger, 6 förluster, 15 gjorda mål, 24 insläppta mål, 2 poäng.
- 1959 - B-VM i Tjeckoslovakien - trea (brons), 3 matcher, 1 seger, 2 förluster, 9 gjorda mål, 26 insläppta mål, 2 poäng.
- 1963 - C-VM i Sverige - tvåa (silver), 5 matcher, 4 segrar, 1 förlust, 57 gjorda mål, 12 insläppta mål, 8 poäng.
- 1964 - OS (A-VM) i Österrike - sextonde (sist), 8 matcher, 0 segrar, 8 förluster, 15 gjorda mål, 58 insläppta mål, 0 poäng.
- 1965 - B-VM i Finland - fyra, 6 matcher, 2 segrar, 1 oavgjord, 3 förluster, 19 gjorda mål, 24 insläppta mål, 5 poäng.
- 1966 - B-VM i Jugoslavien - sjua (näst sist), 7 matcher, 1 seger, 6 förluster, 19 gjorda mål, 30 insläppta mål, 2 poäng.
- 1967 - B-VM i Österrike - åtta (sist), 7 matcher, 0 segrar, 2 oavgjorda, 5 förluster, 27 gjorda mål, 40 insläppta mål, 2 poäng.
- 1969 - C-VM i Jugoslavien - trea (brons), 5 matcher, 3 segrar, 2 förluster, 26 gjorda mål, 22 insläppta mål, 6 poäng.
- 1970 - C-VM i Rumänien - fyra, 6 matcher, 4 segrar, 2 förluster, 38 gjorda mål, 15 insläppta mål, 8 poäng.
- 1971 - C-VM i Nederländerna - trea (brons), 7 matcher, 5 segrar, 1 oavgjord, 1 förlust, 58 gjorda mål, 27 insläppta mål, 11 poäng.
- 1972 - C-VM i Rumänien - femma, 6 matcher, 2 segrar, 2 oavgjorda, 2 förluster, 31 gjorda mål, 24 insläppta mål, 6 poäng.
- 1973 - C-VM i Nederländerna - trea (brons), 7 matcher, 5 segrar, 2 förluster, 44 gjorda mål, 24 insläppta mål, 10 poäng.
- 1974 - C-VM i Frankrike - fyra, 7 matcher, 3 segrar, 3 oavgjorda, 1 förlust, 38 gjorda mål, 22 insläppta mål, 9 poäng.
- 1975 - C-VM i Bulgarien - fyra, 6 matcher, 3 segrar, 1 oavgjord, 2 förluster, 44 gjorda mål, 21 insläppta mål, 7 poäng.
- 1976 - C-VM i Polen - tvåa (silver), 4 matcher, 3 segrar, 1 förlust, 30 gjorda mål, 9 insläppta mål, 6 poäng.
- 1977 - B-VM i Japan - sexa, 8 matcher, 3 segrar, 5 förluster, 27 gjorda mål, 46 insläppta mål, 6 poäng.
- 1978 - B-VM i Jugoslavien - femma, 7 matcher, 3 segrar, 4 förluster, 21 gjorda mål, 36 insläppta mål, 6 poäng.
- 1979 - B-VM i Rumänien - tia (sist), 4 matcher, 0 segrar, 4 förluster, 10 gjorda mål, 25 insläppta mål, 0 poäng.
- 1981 - C-VM i Kina - trea (brons), 7 matcher, 4 segrar, 1 oavgjord, 2 förluster, 38 gjorda mål, 22 insläppta mål, 9 poäng.
- 1982 - C-VM i Spanien - femma, 7 matcher, 4 segrar, 3 förluster, 43 gjorda mål, 29 insläppta mål, 8 poäng.
- 1983 - C-VM i Ungern (hemmaplan) - tvåa (silver), 7 matcher, 5 segrar, 2 förluster, 50 gjorda mål, 25 insläppta mål, 10 poäng.
- 1985 - B-VM i Schweiz - åtta (sist), 7 matcher, 0 segrar, 7 förluster, 17 gjorda mål, 54 insläppta mål, 0 poäng.
- 1986 - C-VM i Spanien - sexa, 6 matcher, 2 segrar, 1 oavgjord, 3 förluster, 31 gjorda mål, 23 insläppta mål, 5 poäng.
- 1987 - C-VM i Danmark - femma, 7 matcher, 3 segrar, 4 förluster, 33 gjorda mål, 28 insläppta mål, 6 poäng.
- 1989 - C-VM i Australien - fyra, 7 matcher, 3 segrar, 1 oavgjord, 3 förluster, 32 gjorda mål, 30 insläppta mål, 7 poäng.
- 1990 - C-VM i Ungern (hemmaplan) - sjua (näst sist), 8 matcher, 2 segrar, 1 oavgjord, 5 förluster, 33 gjorda mål, 28 insläppta mål, 5 poäng.
- 1991 - C-VM i Danmark - sexa, 8 matcher, 3 segrar, 1 oavgjord, 4 förluster, 45 gjorda mål, 25 insläppta mål, 7 poäng.
- 1992 - C-VM i Storbritannien - fyra, 5 matcher, 2 segrar, 3 förluster, 18 gjorda mål, 33 insläppta mål, 4 poäng.
- 1993 - C-VM i Slovenien - femma, 5 matcher, 3 segrar, 2 förluster, 36 gjorda mål, 31 insläppta mål, 6 poäng.
- 1994 - C-VM i Slovakien - femma, 7 matcher, 2 segrar, 1 oavgjord, 4 förluster, 23 gjorda mål, 33 insläppta mål, 5 poäng.
- 1995 - C-VM i Bulgarien - sexa, 4 matcher, 1 seger, 3 förluster, 15 gjorda mål, 20 insläppta mål, 2 poäng.
- 1996 - C-VM i Slovenien - fyra, 7 matcher, 3 segrar, 1 oavgjord, 3 förluster, 34 gjorda mål, 25 insläppta mål, 7 poäng.
- 1997 - C-VM i Estland - sexa, 5 matcher, 2 segrar, 1 oavgjord, 2 förluster, 18 gjorda mål, 16 insläppta mål, 5 poäng.
- 1998 - C-VM i Ungern (hemmaplan) - etta (guld), 5 matcher, 5 segrar, 0 förluster, 41 gjorda mål, 5 insläppta mål, 10 poäng.
- 1999 - B-VM i Danmark - åtta (sist), 7 matcher, 0 segrar, 7 förluster, 10 gjorda mål, 33 insläppta mål, 0 poäng.
- 2000 - C-VM i Kina - etta (guld), 4 matcher, 4 segrar, 0 förluster, 32 gjorda mål, 9 insläppta mål, 8 poäng.
- 2001 - VM Division I i Frankrike - fyra, 5 matcher, 3 segrar, 2 förluster, 19 gjorda mål, 15 insläppta mål, 6 poäng.
- 2002 - VM Division I i Ungern (hemmaplan) - tvåa (silver), 5 matcher, 4 segrar, 1 förlust, 19 gjorda mål, 9 insläppta mål, 8 poäng.
- 2003 - VM Division I i Ungern (hemmaplan) - trea (brons), 5 matcher, 2 segrar, 2 oavgjorda, 1 förlust, 14 gjorda mål, 13 insläppta mål, 6 poäng.
- 2004 - VM Division I i Norge - fyra, 5 matcher, 2 segrar, 1 oavgjord, 2 förluster, 20 gjorda mål, 24 insläppta mål, 5 poäng.
- 2005 - VM Division I i Ungern (hemmaplan) - trea (brons), 5 matcher, 2 segrar, 2 oavgjorda, 1 förlust, 15 gjorda mål, 6 insläppta mål, 6 poäng.
- 2006 - VM Division I i Frankrike - fyra, 5 matcher, 2 segrar, 1 oavgjord, 2 förluster, 20 gjorda mål, 18 insläppta mål, 5 poäng.
- 2007 - VM Division I i Slovenien - tvåa (silver), 5 matcher, 3 segrar, 1 förlust, 1 sudden deaths-/straffläggningsseger, 0 sudden deaths-/straffläggningsförluster, 20 gjorda mål, 13 insläppta mål, 11 poäng.
- 2008 - VM Division I i Japan - etta (guld), 5 matcher, 5 segrar, 0 förluster, 0 sudden deaths-/straffläggningssegrar, 0 sudden deaths-/straffläggningsförluster, 22 gjorda mål, 7 insläppta mål, 15 poäng.
- 2009 - VM i Schweiz - sextonde (sist), 6 matcher, 0 segrar, 6 förluster, 0 sudden deaths-/straffläggningssegrar, 0 sudden deaths-/straffläggningsförluster, 6 gjorda mål, 29 insläppta mål, 0 poäng.
- 2010 - VM Division I i Slovenien - tvåa (silver), 5 matcher, 4 segrar, 1 förlust, 0 sudden deaths-/straffläggningssegrar, 0 sudden deaths-/straffläggningsförluster, 21 gjorda mål, 6 insläppta mål, 12 poäng.
- 2011 - VM Division I i Ungern (hemmaplan) - tvåa (silver), 4 matcher, 3 segrar, 0 förluster, 0 sudden deaths-/straffläggningssegrar, 1 sudden deaths-/straffläggningsförlust, 29 gjorda mål, 11 insläppta mål, 10 poäng.
- 2012 - VM Division I Grupp A i Slovenien - trea (brons), 5 matcher, 2 segrar, 3 förluster, 0 sudden deaths-/straffläggningssegrar, 0 sudden deaths-/straffläggningsförluster, 15 gjorda mål, 18 insläppta mål, 6 poäng.
- 2013 - VM Division I Grupp A i Ungern (hemmaplan) - trea (brons), 5 matcher, 3 segrar, 1 förlust, 0 sudden deaths-/straffläggningssegrar, 1 sudden deaths-/straffläggningsförlust, 12 gjorda mål, 10 insläppta mål, 10 poäng.
- 2014 - VM Division I Grupp A i Sydkorea - femma (näst sist), 5 matcher, 1 seger, 2 förluster, 1 sudden deaths-/straffläggningsseger, 1 sudden deaths-/straffläggningsförlust, 16 gjorda mål, 18 insläppta mål, 6 poäng.
- 2015 - VM Division I Grupp A i Polen - tvåa (silver), 5 matcher, 4 segrar, 1 förlust, 0 sudden deaths-/straffläggningssegrar, 0 sudden deaths-/straffläggningsförluster, 14 gjorda mål, 11 insläppta mål, 12 poäng.
- 2016 - VM i Ryssland - femtonde (näst sist), 7 matcher, 1 seger, 6 förluster, 0 sudden deaths-/straffläggningssegrar, 0 sudden deaths-/straffläggningsförluster, 12 gjorda mål, 31 insläppta mål, 3 poäng.
- 2017 - VM Division I Grupp A i Ukraina - femma (näst sist), 5 matcher, 1 seger, 4 förluster, 0 sudden deaths-/straffläggningssegrar, 0 sudden deaths-/straffläggningsförluster, 8 gjorda mål, 14 insläppta mål, 3 poäng.

## VM-statistik

### 1928-2006
| VM-Turneringar    | Matcher | Segrar | Oavgjorda | Förluster | Gjorda mål | Insläppta mål | Poäng |
| ----------------- | ------- | ------ | --------- | --------- | ---------- | ------------- | ----- |
| A-VM              | 59      | 15     | 7         | 37        | 113        | 175           | 37    |
| B-VM/Division I   | 86      | 25     | 9         | 52        | 266        | 399           | 59    |
| C-VM/Division II  | 152     | 80     | 15        | 57        | 888        | 558           | 175   |
| D-VM/Division III | 0       | 0      | 0         | 0         | 0          | 0             | 0     |

### 2007-
| VM-Turneringar | Matcher | Segrar | Förluster | Sudden deaths-/Straffläggningssegrar | Sudden deaths-/Straffläggningsförluster | Gjorda mål | Insläppta mål | Poäng |
| -------------- | ------- | ------ | --------- | ------------------------------------ | --------------------------------------- | ---------- | ------------- | ----- |
| VM             | 13      | 1      | 12        | 0                                    | 0                                       | 18         | 60            | 3     |
| Division I     | 44      | 26     | 13        | 2                                    | 3                                       | 157        | 108           | 85    |
| Division II    | 0       | 0      | 0         | 0                                    | 0                                       | 0          | 0             | 0     |
| Division III   | 0       | 0      | 0         | 0                                    | 0                                       | 0          | 0             | 0     |

- ändrat poängsystem efter VM 2006, där seger ger 3 poäng istället för 2 och att matcherna får avgöras genom sudden death (övertid) och straffläggning vid oavgjort resultat i full tid. Vinnaren får där 2 poäng, förloraren 1 poäng.

## Profiler
- Levente Szuper
- János Vas
- Gábor Ocskay
- János Hári